# Robinson Ekspeditionen
Robinson Ekspeditionen er et realityshow, der blev sendt første gang i 1998 i Danmark. Konceptet stammer fra Storbritannien. Sverige var den første til at sende det. Det sendes også i mange andre lande som, Norge, Finland, Estland/Letland/Litauen, Belgien, Holland, Italien, Tyskland, Polen, Grækenland og USA. Det er blevet sendt årligt fra 1998 på TV3. 13. sæson blev sendt på TV3 i efteråret 2010. 14. sæson, igen med Jakob Kjeldbjerg som vært, startede på TV3 fra den 5. september 2011.

## Konceptet
I Robinson deles deltagerne op i to eller tre hold, der placeres på hver sin ø, eller mindst på hver sin side af en. Det handler for både hold og individ om at forblive på øen længst tid – og det bliver efterhånden svært for deltagerne både psykisk og fysisk. Deltagerne sørger som regel selv for at finde mad på øen, men det er også muligt for dem at vinde mad eller andre forsyninger i de mange forskellige dyster/kappestride. Når deltagerne er typisk halvvejs igennem hele Robinson-forløbet, forenes holdene under ét og kampen bliver derfra individuel. Alligevel dannes der stort set altid forskellige former for alliancer.
Ved afslutningen af hver udsendelse, skal en deltager stemmes hjem i ø-rådet. Dette gøres ved at de hver for sig placerer en stemme på den de vil stemme ud, i en urne – de kan dog ikke stemme blankt, ikke stemme på sig selv, ikke på en eventuel høvding eller på ham/hende der er blevet fredet ved at vinde en konkurrence eller være i besiddelse af en talisman. Den som får flest stemmer ryger ud, og i tilfælde af stemmelighed stemmes der enten udelukkende på de to deltagere, ellers er det skæbnen eller en eventuelt høvding der træffer beslutningen om, hvem der skal forlade ekspeditionen.
Der er også auktioner hvor de får valget til at byde på ting som fx. mad og mystiske ting. Der kan i de mystiske bokse vindes ekstra stemmer eller noget helt forfærdeligt mad.

## Talisman
En talisman freder den der er i besiddelse af den. I 2001 kunne den dog afleveres til fordel for en ekstra stemme. For det meste får man den af en som lige er blevet stemt ud. En talisman kan man oftest vinde i dyster, i en enkelt sæson kunne den også findes ved hjælp af en slags skattekort, så i nogle dyster kunne man vinde ekstra hjælp til at finde talismanen.

## Finaler i danske Robinson Ekspeditioner
I de første 4 finaler skulle vinderen af en dyst efterfølgende alene sende en af de andre hjem. Når der kun var 2 tilbage skulle de tidligere deltagere, som var nået til sammenlægningen stemme om hvem der skulle vinde. Siden 2002 (som skulle have været sidste ekspedition) har finalerne foregået på forskellige måder.

## Sæsoner
| År                            | Dage | Vært                 | Deltagere | Vinder                  | Lokation                            |
| ----------------------------- | ---- | -------------------- | --------- | ----------------------- | ----------------------------------- |
| 1998 (Sæson 1)                | 47   | Thomas Mygind        | 16        | Regina Pedersen         | Langkawi, Malaysia                  |
| 1999 (Sæson 2)                | 47   | Thomas Mygind        | 17        | Dan Marstrand           | El Nido, Filippinerne               |
| 2000 (Sæson 3)                | 47   | Thomas Mygind        | 16        | Sonny Rønne Pedersen    | Mensirip Island, Malaysia           |
| 2001 (Sæson 4)                | 47   | Thomas Mygind        | 19        | Malene Hasselblad       | Mensirip Island, Malaysia           |
| 2002 (Sæson 5)                | 46   | Thomas Mygind        | 21        | Henrik Ørum             | Mensirip Island, Malaysia           |
| 2003 (Sæson 6)                | 46   | Thomas Mygind        | 22        | Frank Quistgard         | Mensirip Island, Malaysia           |
| 2004 (Sæson 7)                | 46   | Jakob Kjeldbjerg     | 20        | Mette Frandsen          | Mersing District, Malaysia          |
| 2005 (VIP) (Sæson 8)          | 14   | Mikkel Beha Erichsen | 15        | Tilde Fröling           | Malaysia                            |
| 2005 (Sæson 9)                | 42   | Jakob Kjeldbjerg     | 26        | Mogens Brandstrup       | Besar Island, Malaysia              |
| 2006 (Sæson 10)               | 25   | Jakob Kjeldbjerg     | 16        | Diego Tur               | Pearl Islands, Panama               |
| 2007 (Sæson 11)               | 54   | Jakob Kjeldbjerg     | 20        | Rikke Gøransson         | Mersing District, Malaysia          |
| 2008 (Sæson 12)               | 42   | Jakob Kjeldbjerg     | 22        | Daniela Hansen          | Mersing District, Malaysia          |
| 2009 (Sæson 13)               | 46   | Jakob Kjeldbjerg     | 22        | Villy Eenberg           | Mersing District, Malaysia          |
| 2010 (Sæson 14)               | 51   | Jakob Kjeldbjerg     | 25        | Søren Engelbret         | Mersing District, Malaysia          |
| 2011 (Sæson 15)               | 43   | Jakob Kjeldbjerg     | 27        | Hugo Kleister           | Caramoan, Filippinerne              |
| 2013 (Sæson 16)               | 35   | Jakob Kjeldbjerg     | 21        | Jeppe Bruun Hansen      | Mersing District, Malaysia          |
| 2014 (Sæson 17) (Par special) | 39   | Jakob Kjeldbjerg     | 23        | Stina Von Edelstein     | Caramoan, Filippinerne              |
| 2015 (Sæson 18) (Par special) | 39   | Jakob Kjeldbjerg     | 24        | Kenneth Mikkelsen       | Caramoan, Filippinerne              |
| 2016 (Sæson 19)               | 44   | Jakob Kjeldbjerg     | 27        | Henrik Oltmann Andersen | Caramoan, Filippinerne              |
| 2017 (Sæson 20)               | 45   | Jakob Kjeldbjerg     | 27        | Marlene Berardino       | Caramoan, Filippinerne              |
| 2018 (Sæson 21)               | 45   | Jakob Kjeldbjerg     | 27        | Jamil Faizi             | Caramoan, Filippinerne              |
| 2019 (Sæson 22)               | 44   | Jakob Kjeldbjerg     | 22        | Nis Prio                | Caramoan, Filippinerne              |
| 2021 (Sæson 23)               | 44   | Jakob Kjeldbjerg     | 22        | Katrine Ørskov Hedeman  | Las Terrenas, Dominikanske Republik |
| 2022 (Sæson 24)               | 44   | Jakob Kjeldbjerg     | 21        | Mikkel Bertelsen        | Langkawi, Malaysia                  |
| 2023 (Sæson 25)               | 42   | Jakob Kjeldbjerg     | 22        | Majbritt Olsen          | Langkawi, Malaysia                  |
| 2024 (Sæson 26)               | 42   | Jakob Kjeldbjerg     | 24        | Nicolaj Schrøder        | Langkawi, Malaysia                  |
| 2025 (Sæson 27)               | 41   | Jakob Kjeldbjerg     | 20        |                         | Langkawi, Malaysia                  |

## Danske deltagere efter Robinson
Flere af de medvirkende i Robinson har efter konkurrencen opnået popularitet blandt den danske befolkning. Her kan Biker Jens, Malene Hasselblad og Dan Marstrand blandt andet nævnes.[kilde mangler]

## Geografi
Den danske udgave af Robinson Ekspeditionen er optaget på en række eksotiske steder. 2014-udgaven er optaget på Filippinerne.